# Pańćakośa
Pańćakośa („pięć osłon, pięć powłok”) – pięć ciał lub naczyń, w które spowita jest purusza w naukach wedanty i jogi. Doktryna pięciu osłon duszy po raz pierwszy zawarta została w Taittirijopaniszad (2.7). Piątkę powłok wspomina też Adi Śankara w hymnie Sześć strof o nirwanie
Kolejno pięć powłok to:
1. annamajakośa – zbudowana z pożywienia (ciało fizyczne)
2. pranamajakośa – zbudowana z prany
3. manomajakośa – zbudowana z umysłu (manas) lub myśli
4. widźńanamajakośa – zbudowana ze świadomości
5. anandamajakośa – zbudowana z anandy (błogości)